# Lleó Malí
Lleó Malí (en llatí Leo o Leon Maleinus en grec Λεών Μαλεΐνος) fou un funcionari imperial romà d'Orient, governador de diverses ciutats de l'imperi com Hierax i Stylos i algunes altres. Consta que vivia a la meitat del segle xii. Es conserva un decret que en fa referència.